# Brita-Arena
Brita-Arena är en fotbollsarena i Wiesbaden, Tyskland. SV Wehen Wiesbaden använder den som hemmaplan.